# Жан Баеса
Жан Баеса (фр. Jean Baeza, 20 серпня 1942, Алжир — 20 лютого 2011, Канни) — французький футболіст, що грав на позиції захисника, зокрема за «Ліон» та національну збірну Франції.

## Клубна кар'єра
У дорослому футболі дебютував 1962 року виступами за команду «Канн», в якій провів чотири сезони, взявши участь у 111 матчах чемпіонату. 
Згодом з 1966 по 1969 рік грав за «Монако» та «Ред Стар».
Своєю грою за останню команду привернув увагу представників тренерського штабу «Ліона», до складу якого приєднався 1969 року. Відіграв за команду з Ліона наступні п'ять сезонів своєї ігрової кар'єри. Більшість часу, проведеного у складі «Ліона», був основним гравцем захисту команди. За цей час виборов титул володаря Кубка Франції і Суперкубка Франції.
Завершив ігрову кар'єру у «Канні», в якому свого часу починав виступи. Повернувся до нього 1974 року, захищав його кольори до припинення виступів на професійному рівні у 1977.

## Виступи за збірну
1967 року дебютував в офіційних матчах у складі національної збірної Франції. Протягом двох років провів у її формі 8 матчів.
Помер 20 лютого 2011 року на 69-му році життя у місті Канни.

## Титули і досягнення
- Володар Кубка Франції (1):

«Ліон»: 1972-1973
- Володар Суперкубка Франції (1):

«Ліон»: 1973